# Взрыв у российского посольства в Кабуле
Взрыв у российского посольства в Кабуле — террористический акт, совершённый 5 сентября 2022 года террористом-смертником «Исламского государства» у российского посольства в Кабуле, во Втором Исламском Эмирате Афганистан. Теракт у посольства стал первым нападением на иностранную дипмиссию в Афганистане после прихода талибов к власти.

## Ход событий
5 сентября 2022 года в 10 часов 50 минут по местному времени, после того как сотрудник российского посольства вышел к людям в очереди с целью объявить претендентов на визы, рядом со входом в консульский отдел посольства охранниками посольства был застрелен террорист-смертник, когда он приближался к воротам, после чего раздался взрыв. 
Приём заявителей в консульском отделе посольства России был приостановлен. 
Вечером 5 сентября террористическая организация «Исламское государство» взяла на себя ответственность за теракт у посольства. 

## Погибшие и пострадавшие
В результате взрыва погибло не менее 10 человек, в том числе двое сотрудников российского посольства — специалист-эксперт Кужугет Адыгжы Сергеевич и второй секретарь Михаил Шах, всего пострадало или погибло от 15 до 20 человек. 14 сентября погибшие сотрудники посольства России были посмертно награждены орденом Мужества.

## Расследование
Спустя пару часов после взрыва официальный представитель «Талибана» Забихулла Муджахид сообщил о начале расследования обстоятельств взрыва профильными службами страны.
Председатель СК России Александр Бастрыкин поручил ГСУ СК России возбудить уголовное дело по факту гибели сотрудников российской дипмиссии.
Через некоторое время после теракта были усилены меры по охране внешнего периметра российского посольства, с привлечением дополнительных сил «талибских властей», службы разведки и контрразведки Афганистана.